# Crims irlandesos. El preu del silenci
Crims irlandesos. El preu del silenci (títol original en alemany, Der Irland-Krimi: Preis des Schweigens) és una pel·lícula de ficció policial alemanya 2022 dirigida per Alexander Dierbach. És la sisena entrega de la sèrie de pel·lícules de ficció criminal d'ARD Crims irlandesos. Es va emetre per primer cop el 6 d'octubre de 2022 en horari de màxima audiència al canal Das Erste, encara que va estar disponible en línia dos dies abans. La primera emissió a Alemanya va ser vista per 5,62 milions d'espectadors i va aconseguir una quota d'audiència de 22,2%. S'ha doblat i subtitulat al català per a TV3, que va estrenar-la el 20 d'octubre de 2024.
El rodatge del telefilm va durar del 4 d'octubre al 3 de novembre de 2021 sota el títol de treball Für Sophie i va tenir lloc a la costa oest d'Irlanda i a Galway.